# Michael Young (piloto de bobsleigh)
Michael Darcy Young (Windsor, 15 de agosto de 1944) es un deportista canadiense que compitió en bobsleigh. Ganó dos medallas en el Campeonato Mundial de Bobsleigh de 1965, oro en la prueba cuádruple y bronce en doble.

## Palmarés internacional
| Campeonato Mundial | Campeonato Mundial   | Campeonato Mundial | Campeonato Mundial |
| Año                | Lugar                | Medalla            | Prueba             |
| ------------------ | -------------------- | ------------------ | ------------------ |
| 1965               | Sankt Moritz (Suiza) | Medalla de oro     | Cuádruple          |
| 1965               | Sankt Moritz (Suiza) | Medalla de bronce  | Doble              |